# Подкланець
Подкланець (словен. Podklanec) — поселення в общині Чрномель, Південно-Східна Словенія, Словенія. Висота над рівнем моря: 205,7 м.